# Khyri Thomas
Khyri Jaquan Thomas  (Nueva Orleans, Luisiana, 8 de mayo de 1996) es un baloncestista estadounidense que pertenece a la plantilla del Calgary Surge de la CEBL de Canadá. Con 1,91 metros de estatura, juega en la posición de base.

## Trayectoria deportiva

### Universidad
Jugó tres temporadas con los Bluejays de la Universidad de Creighton, en las que promedió 11,2 puntos, 4,6 rebotes, 2,5 asistencias y 1,4 robos de balón por partido. En sus dos últimas temporadas fue elegido mejor jugador defensivo de la Big East Conference, y en 2018 además fue incluido en el segundo mejor quinteto de la temporada.

#### Estadísticas
| Año     | Equipo    | PJ  | PT | MPP  | %TC  | %3P  | %TL  | RPP | APP | ROB | TPP | PPP  |
| ------- | --------- | --- | -- | ---- | ---- | ---- | ---- | --- | --- | --- | --- | ---- |
| 2015–16 | Creighton | 34  | 28 | 18.6 | .471 | .418 | .521 | 3.7 | 1.4 | 1.0 | .1  | 6.2  |
| 2016–17 | Creighton | 35  | 34 | 31.2 | .505 | .393 | .766 | 5.8 | 3.3 | 1.5 | .4  | 12.3 |
| 2017–18 | Creighton | 33  | 33 | 31.7 | .538 | .411 | .788 | 4.4 | 2.8 | 1.7 | .2  | 15.1 |
| Total   | Total     | 102 | 95 | 27.2 | .511 | .406 | .719 | 4.6 | 2.5 | 1.4 | .3  | 11.2 |

### Profesional
Fue elegido en la trigésimo octava posición del Draft de la NBA de 2018 por Philadelphia 76ers, pero fue traspasado esa misma noche a Detroit Pistons a cambio de dos futuras segundas rondas del draft.
El 24 de noviembre de 2021 fichó por el Surne Bilbao Basket de la liga ACB sustituyendo al lesionado Andrew Goudelock.
El 10 de enero de 2022, firma por el Maccabi Tel Aviv Basketball Club de la Ligat Winner.
En la temporada 2022-23, firma por el Tofaş Spor Kulübü de la Basketbol Süper Ligi.
El 14 de febrero de 2023, firma por el San Pablo Burgos de la Liga LEB Oro.
El 25 de julio de 2023, firma por el Petkim Spor de la BSL de Turquía.
El 25 de marzo de 2025 fichó por el Calgary Surge de la CEBL de Canadá.

## Estadísticas de su carrera en la NBA

### Temporada regular
| Año     | Equipo  | PJ | PT | MPP  | %TC  | %3P  | %TL   | RPP | APP | ROB | TPP | PPP  |
| ------- | ------- | -- | -- | ---- | ---- | ---- | ----- | --- | --- | --- | --- | ---- |
| 2018-19 | Detroit | 26 | 0  | 7.5  | .319 | .286 | .636  | .8  | .3  | .3  | .2  | 2.3  |
| 2019-20 | Detroit | 8  | 0  | 7.6  | .294 | .357 | .500  | .1  | .4  | .4  | .0  | 2.1  |
| 2020-21 | Houston | 5  | 2  | 30.6 | .485 | .333 | 1.000 | 3.6 | 5.0 | 1.8 | 1.2 | 16.4 |
| Total   | Total   | 39 | 2  | 10.5 | .314 | .388 | .750  | 1.0 | .9  | .5  | .3  | 4.1  |

### Playoffs
| Año     | Equipo  | PJ | PT | MPP | %TC  | %3P  | %TL   | RPP | APP | ROB | TPP | PPP |
| ------- | ------- | -- | -- | --- | ---- | ---- | ----- | --- | --- | --- | --- | --- |
| 2018-19 | Detroit | 3  | 0  | 5.0 | .500 | .250 | 1.000 | .7  | .0  | .7  | .0  | 4.7 |
| Total   | Total   | 3  | 0  | 5.0 | .500 | .250 | 1.000 | .7  | .0  | .7  | .0  | 4.7 |

### Redes sociales
- Khyri Thomas en X (antes Twitter)
- Khyri Thomas en Instagram
- Khyri Thomas en Facebook

- Datos: Q51557493